# Bremtakmineerder
De bremtakmineerder (Hexomyza sarothamni) is een vliegensoort uit de familie van de mineervliegen (Agromyzidae). De wetenschappelijke naam van de soort is voor het eerst geldig gepubliceerd in 1923 door Hendel.